# Neuerburg (Nadrenia-Palatynat)
Neuerburg (luks. Neierbuerg) – miasto w zachodnich Niemczech, w kraju związkowym Nadrenia-Palatynat, w powiecie Eifel Bitburg-Prüm, siedziba gminy związkowej Südeifel. Do 30 czerwca 2014 siedziba gminy związkowej Neuerburg.

## Historia
Zamek w Neuerburgu sięga XII wieku. Najstarsza znana wzmianka o mieście pochodzi z dokumentu luksemburskiego z 1332, potwierdzającego prawa mieszkańców. Leżało w granicach Hrabstwa Luksemburga, od 1354 podniesionego do rangi księstwa. W 1794 zajęte przez Francję. Po odtworzeniu państwa luksemburskiego w 1815, miasto nie wróciło w jego granice, lecz zostało włączone do Prus w tzw. II rozbiorze Luksemburga, od 1871 wchodząc w skład Niemiec. Po porażce Niemiec w II wojnie światowej w składzie francuskiej strefy okupacyjnej Niemiec.

## Zabytki
- Zamek, sięgający XII w.
- Kościół św. Mikołaja z XV w., późnogotycki
- Kaplica św. Eligiusza z XV w.
- Fontanna św. Eligiusza
- Posąg św. Jana Nepomucena z XVIII w.

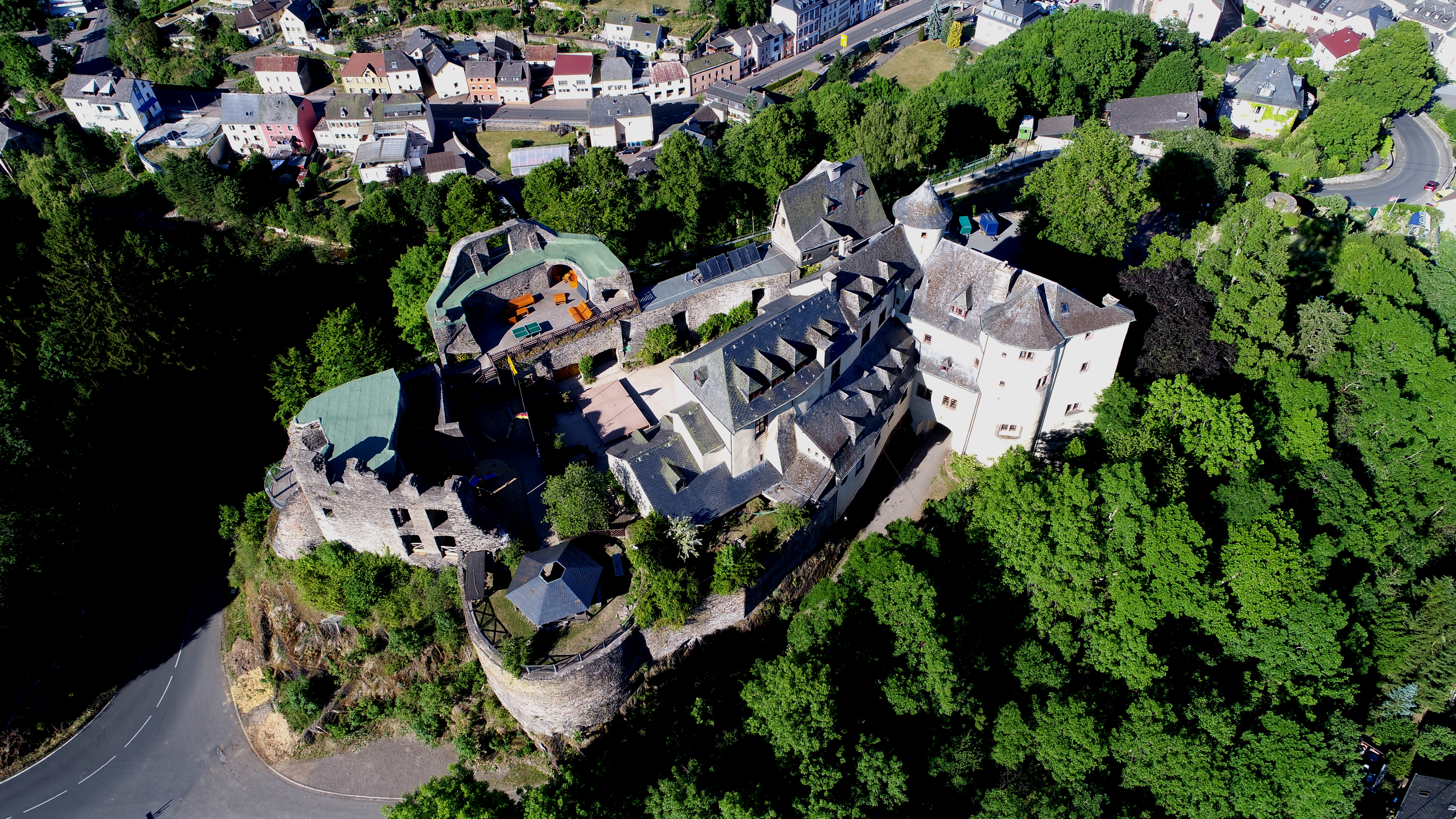
Zamek
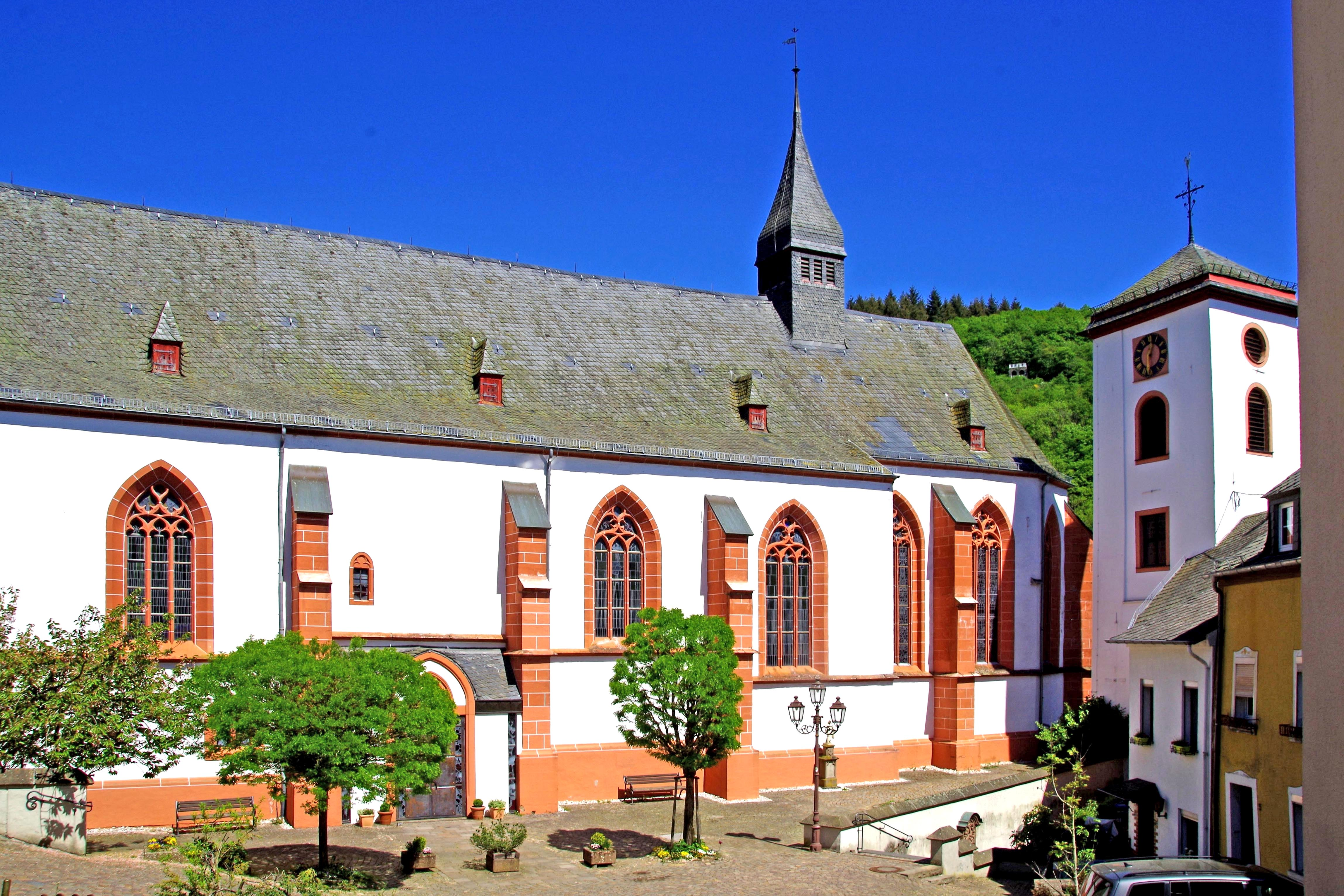
Kościół św. Mikołaja
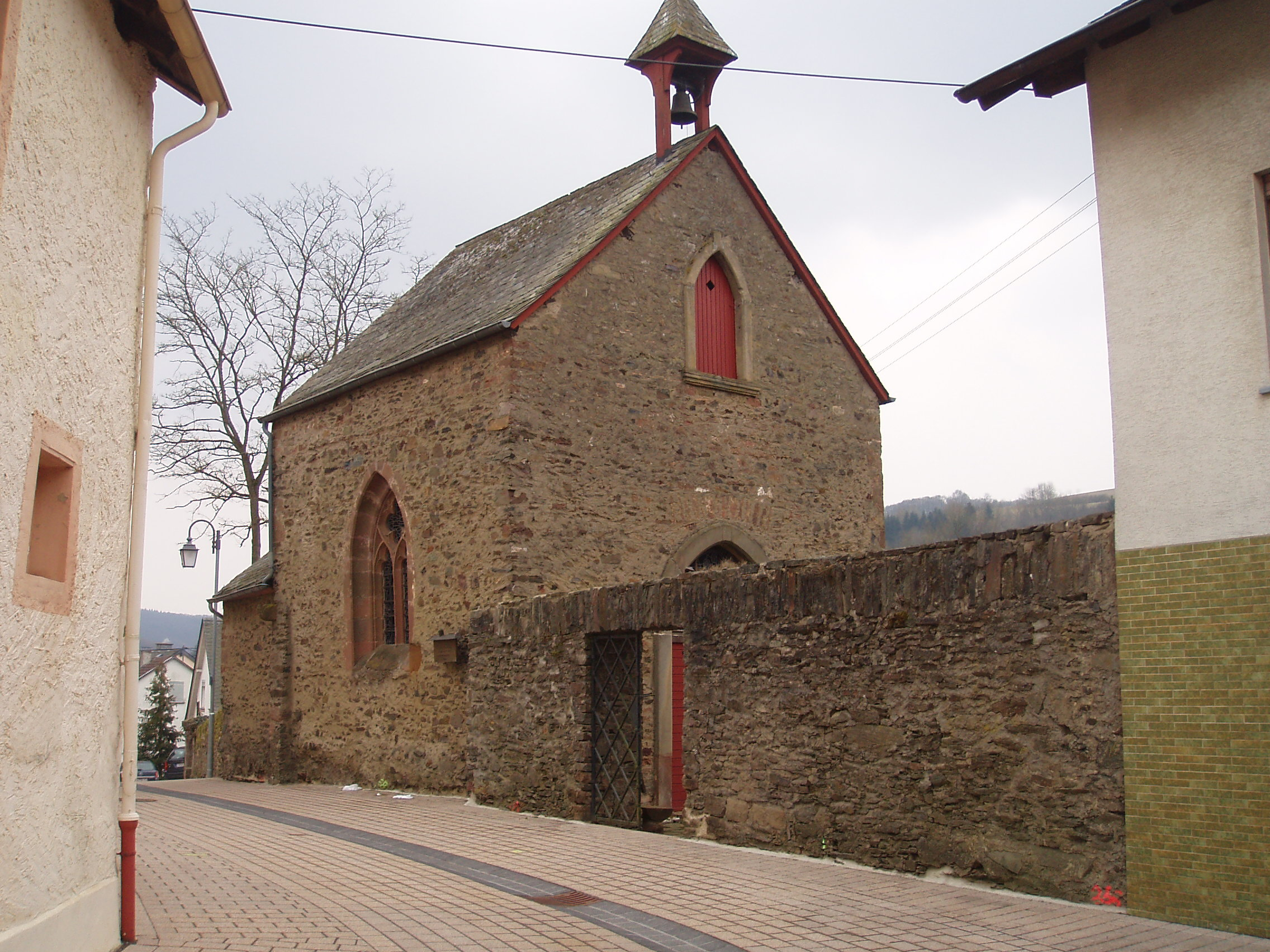
Kaplica św. Eligiusza
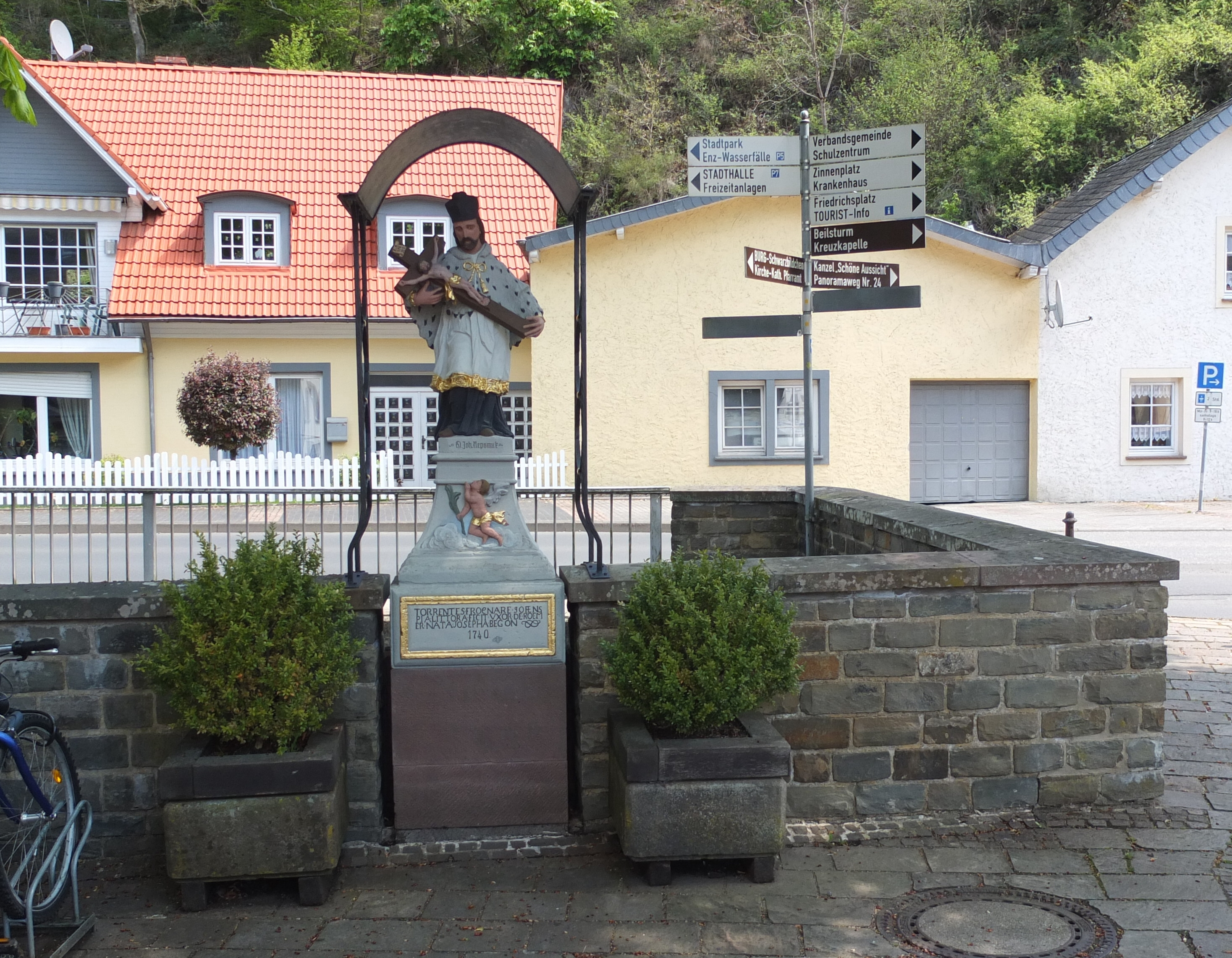
Posąg św. Jana Nepomucena